# Bartolomé Ferrelo
Bartolomé Ferrelo, aussi connu sous le nom de Bartolomé Ferrer, est né en 1499 dans le Levant espagnol,, et est décédé en 1550 au Mexique.
Il était le pilote de João Rodrigues Cabrilho, le capitaine portugais envoyé par Mendoza, le vice-roi du Mexique, avec deux navires en 1542, explorer ce qui est aujourd'hui la Californie du nord. À la mort de son capitaine, le 3 janvier 1543, sur l'île San Bernardo, Ferrero lui succède et mène les découvertes jusqu'à la lat. 43°. Le froid excessif, le besoin de provisions, la maladie et les avaries des bateaux le forcent à retourner à La Navidad.